# کارکس آلما
کارکس آلما (نام علمی: Carex alma) نام یک گونه از سرده جگن است.